# День российской адвокатуры
«День российской адвокатуры» — неофициальный профессиональный праздник, работников адвокатуры — социального института занимающегося защитой интересов в суде, который отмечается в Российской Федерации ежегодно, 31 мая.
В апреле 2005 года, в столице России городе-герое Москве состоялся Второй Всероссийский съезд адвокатов. В принятой на съезде резолюции № 4 говорилось, Всероссийский съезд адвокатов считает необходимым: в ознаменование даты принятия Федерального закона «Об адвокатской деятельности и адвокатуре в Российской Федерации» учредить 31 мая праздник: «День российской адвокатуры». Упомянутый закон подписал 31 мая 2002 года Президент России Владимир Владимирович Путин.
Официальные профессиональные праздники, как правило, устанавливаются и отмечаются для духовно-эмоционального единения профессионалов, для поддержания авторитета профессии. В России существует праздник, «День юриста» — общий праздник всех юристов страны, а помимо него, есть несколько узкопрофессиональных праздников. Однако, «изюминка» России, в отличие от других стран, состоит в том, что официальный статус среди этих праздников имеют только праздники юристов служащих фискальной системе: День работника прокуратуры Российской Федерации, День работников уголовного розыска России, День работника следственных органов и т. д. Правозащитные и социальные институты (вроде адвокатуры и нотариата) отмечают свои праздники, такие как «День российской адвокатуры» и «День нотариата», исключительно на общественных началах, хотя, например, в соседней Украине и «День адвокатуры» и «День нотариата» имеют статус официальных государственных праздников, что подтверждено Указами Президента Украины.
Несмотря на то, что «День российской адвокатуры» пока не имеет в официального статуса в Российской Федерации, поздравления в адрес российских адвокатов звучат не только от руководства Гильдии российских адвокатов, коллег, друзей, родственников и клиентов, но и от чиновников самых высоких рангов. Так, 31 мая 2010 года российский политик, губернатор Нижегородской области, бывший вице-мэр Москвы Валерий Павлинович Шанцев сказал следующие слова приуроченные к «Дню российской адвокатуры»:

«Уважаемые друзья! Примите искренние поздравления с Днем российской адвокатуры! Этот институт является одним из основных гарантов укрепления государственности. Ваша деятельность, направленная на неуклонное исполнение отечественного законодательства, обеспечение эффективной работы судебно-следственных органов, является исключительно важной для нашего общества… Принципиальность, ответственность, требовательность к себе, верность идеалам правды и справедливости, целеустремленность и настойчивость помогают успешно отстаивать конституционные права и свободы граждан. Примите слова глубокой благодарности за преданность избранному делу, за понимание важности задач, стоящих перед вами. В этот праздничный день от всей души желаю крепкого здоровья, радости, семейного счастья и новых побед во имя процветания нашей любимой России!»

«День адвокатуры» является в Российской Федерации рабочим днём, если он не попадает на выходной.